# Kottelatlimia
Kottelatlimia – rodzaj ryb karpiokształtnych z rodziny piskorzowatych (Cobitidae),  występujących na Borneo, Sumatrze i Półwyspie Malajskim.

## Klasyfikacja
Gatunki zaliczane do tego rodzaju:
- Kottelatlimia hipporhynchos
- Kottelatlimia katik
- Kottelatlimia pristes

Gatunkiem typowym jest Lepidocephalichthys katik (K. katik).